# Die Kluft

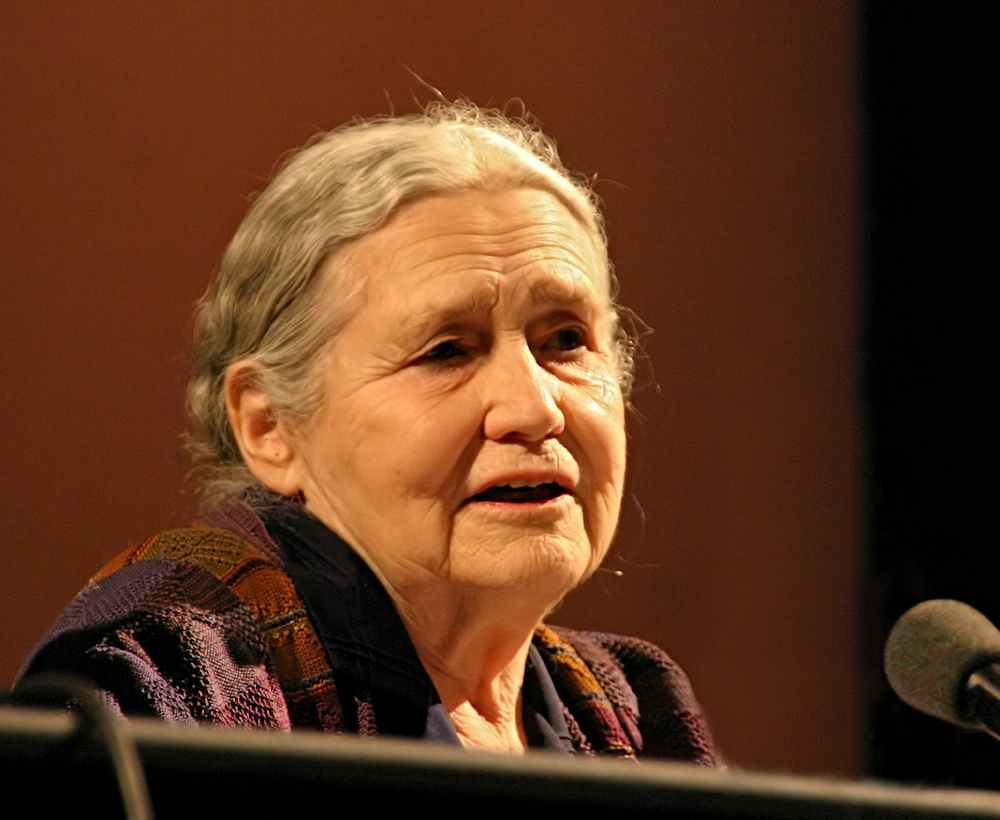
Doris Lessing, Nobelpreis für Literatur 2007, bei einer Lesung auf der Lit.Cologne 2006 in Köln

Die Kluft (im Original The Cleft, 2007) ist ein erzählerisches Werk von Doris Lessing, in dem Ursprungsmythen auf ihre ideologischen Absichten hin analysiert werden. Der Ich-Erzähler kommentiert einerseits selbstreflektiert sein Tun und andererseits scheint er als Historiker nicht zu merken, wie er ausgehend von seinem eigenen Leben als selbstbewusster (Ehe-)Mann auf dasjenige schließt, was er für die Vergangenheit als verlässlich annimmt.
Adler spielen in diesem Werk eine besondere Rolle, weil sie zwischen den Menschengruppen der Clefts und der Monster als Vermittler tätig sind. Zu der Zeit, in der die Erzählung spielt, werden Adler dem Bericht des Erzählers zufolge in Rom verehrt. Das Cover der englischen Ausgabe zeigt einen fliegenden Adler (Aquarell in Schwarztönen) und im Buch selbst kommen Adler als Icons bei bestimmten Abschnitten vor, wo die kleinen Grafiken paarweise als Rahmung eingesetzt werden.
The Cleft ist das vorletzte größere Werk der Autorin und wurde im selben Jahr in einer deutschsprachigen Fassung von Barbara Christ mit dem Untertitel Roman bei Hoffmann und Campe verlegt.

## Inhalt

### Vorspann
Ein Ich-Erzähler beschreibt zu Beginn eine Szene, die in einer vormaligen Zeit zu spielen scheint, mit Wein, Oliven und einem Ochsenkarren. Wie die Haussklaven auch schaut der Erzähler aus dem Fenster eines Hauses in Rom, in dem festliche Stimmung herrscht. Er berichtet, dass er sieht, wie Lolla um die erotische Aufmerksamkeit von Marcus wirbt, der soeben mit beladenen Karren angekommen ist. Es sei klar, dass die beiden die kommende Nacht zusammen verbringen, unabhängig davon, was Marcus bevorzugt haben würde. Diese Szene erscheine wie die Zusammenfassung einer Wahrheit bezüglich des Verhältnisses zwischen Frauen und Männern.
Im nächsten Abschnitt folgt die Ich-Erzählung einer anderen Person, die Maire genannt wird und die von sich sagt, sie sei in die Familie der Cleft Watchers hineingeboren worden wie ihre Mutter und deren Mutter auch. Der Cleft sei ein Felsen und sie selbst seien der Felsen, der ein Austragungsort für Rituale bei Frühlingsbeginn ist. Babys würden einfach geboren und es sei von niemandem etwas getan worden, damit sie entstehen. Es sei schwer sich zu erinnern, was sie gedacht hätten, wie es zu den Kindern kommt. Sie denkt, die Clefts hätten gemeint, dass es der Mond gewesen sei oder ein großer Fisch. Aber wie sie gedacht haben, sei nie Teil ihrer Geschichte gewesen, nur das, was passiert ist. Der Erzähler hatte einführend gesagt, dies sei zwar nicht das älteste Dokument, aber es sei als Bericht interessant und deshalb stelle er dies voran. In diesem Bericht erzählt Maire davon, wie bei ihnen irgendwann statt der gewohnten Nachkommen auch Monster geboren worden sind. Diese Art von Babys wollten sie nicht behalten und hätten sie deshalb auf dem Felsen ausgesetzt, wo sie von Adlern geholt wurden. Irgendwann hätten sie dann ein solches Monster am Strand in der Nähe des Adlerfelsens gesehen und wie es an der Stelle, die sie so hässlich gefunden hatten, eine Bedeckung getragen hat. Und dass sie sich gefragt haben, wie das Monster ohne die Milch ihrer Brust hat überleben können. Und eine Geschichte sei erzählt worden, wie sich eine von den jüngeren Clefts heimlich aufgemacht hat, um kleinen Monstern Milch aus ihrer Brust zu geben. Maire gibt noch eine Geschichte kurz wieder, die ihr erzählt worden ist und die sie „fanciful“ findet, „but something like that, I suppose, happened.“ Sie handelt davon, dass zwei von ihnen beim Schwimmen beobachtet haben, wie ein Fisch seine Röhre in einen anderen Fisch gesteckt habe und Eier hervorgekommen seien. In diesem Dokument spricht Maire jemanden mit „you“ an. Das Ende lautet: „And some time after that, we, the Clefts, lost the power to give birth without them, the Monsters – without you.“
Im dritten Abschnitt des Vorspanns berichtet der Erzähler, dass die Christen (eine Sekte, die es aktuell in Rom gebe) darauf bestehen, dass der erste weibliche Mensch aus dem Körper eines männlichen herausgebracht worden sei und kommentiert: „Very suspect stuff, I think. Some male invented that – the exact opposite of the truth.“ Und jetzt werde er seine Erklärungen beenden und sich „my attempt at a history“ widmen.

### „The History“
Dieser Teil des Werks besteht aus drei verschiedenen Geschichten, die mal mehr, mal weniger miteinander verwoben sind. Alle drei sind im Wesentlichen chronologisch angelegt. Die Kommentare des Erzählers, in denen er nicht zuletzt sein Weltbild und seine Auffassung vom Zusammenleben der Geschlechter preisgibt, unterbrechen hier und da mehr oder weniger abrupt die anderen beiden Geschichten.
Im Wesentlichen erzählt der Senator aus seinem Leben: wie seine erste Frau gestorben sei ebenso wie seine beiden Söhne, um die er sich aus Karrieregründen kaum gekümmert hat und nach denen er sich sehnte, nachdem sie als Soldaten im Krieg getötet worden waren. Dass er eine junge Frau unter der Bedingung geheiratet habe, dass sie zwei Kinder zur Welt bringt, wiederum mit ihm gezeugte, ihr aber ansonsten jegliche Freiheit lasse in den höheren Kreisen, die sie sich nun sucht und zu denen er selbst gehört. Wie er spekuliert, dass er sich jetzt im Alter ein neues großes Haus bauen lassen könnte, es sich aber wohl nicht lohne, weil Nero es ohnehin konfiszieren würde. Und wie er mit einem seiner männlichen Sklaven die Göttinnen anbeten geht, deren Statuen auf seinem Grundbesitz stehen und wie er in ihnen etwas von den Persönlichkeiten derjenigen Frauen sieht, über deren Leben er aus seinen „Quellen“ erzählt. Am Ende des Hauptteils vergleicht der Erzähler den Ausbruch des Vesuv mit einem der mythischen Ereignisse, das ihm aber in einem Punkt unverständlich bleibt. Woraufhin der resümiert: „There is a great deal it seems we do not know, though we Romans like to behave as if we know everything. Pliny, my old friend, was in pursuit of knowledge – and died for his efforts.“
Eine weitere Geschichte handelt von der Phase der Menschheit, in der Maire sich als zweite aufmacht, um zu erkunden, was es mit den Monstern auf sich hat und findet sie in Waldnähe in hüttenähnlichen Holzbehältnissen wohnen. Die erste Frau, namenlos, die sich zu den Monstern begeben hatte, war zu Tode vergewaltigt worden. Maire ergeht es besser und sie weiht Astre ein, die beginnt, mit Maire zusammen regelmäßig den Wohnort der Clefts zu verlassen, um sich damit zu befassen, dass die kleineren Monster (oder „Squirts“, wie sie im Laufe der Geschichte mehr und mehr genannt werden) ihren Maßstäben gemäß ordentlich versorgt werden und nicht verwahrlosen. Maire und Astre sind diejenigen, die herausfinden, dass die Jungen von einer Hirschkuh als Säuglinge angenommen worden sind und auf diese Weise überlebt haben. Als diese stirbt, übernehmen die Menschenfrauen. Auf welche Weise die Squirts nach und nach die Sprache der Frauen gelernt haben, darüber bestehe in den männlichen und den weiblichen Annalen Einigkeit, schreibt der Erzähler. Maire und Astre bringen weitere Frauen mit und der Erzähler schreibt: „They copulated all the time, as if this was what the girls had come for.“
Zwischen der zweiten und der dritten Geschichte befindet sich eine Passage des Erzählers, in der er Allgemeinplätze wie diese von sich gibt: „We all know that in the telling and retelling of an event, or series of events, there will be as many accounts as there are tellers. An event should be recorded. Then it must be agreed by whoever's task it is that this version rather than that must be committed to memory.“
Chronologisch nach der zweiten stehend, wird die dritte Geschichte eingeleitet damit, dass in beiden „histories“ etwas über „Noise“ stehe, was „in fact“ ein Sturm gewesen sei, eine Katastrophe. Die folgende Episode dauert bis zum Ende des Hauptteils an. Darin ist von andauernden und heftigen Aushandlungen zwischen Maronna als Mutter und Horsa als einem ihrer Söhne die Rede. Horsa ist der Anführer und macht sich wegen der Folgen des Sturms und wegen Raubtieren, von denen sie angeblich als Beute entdeckt worden sind, mit den anderen Jungen und Männern entlang der Küste auf, weg vom bisherigen Ort. Die älteren nehmen ein Gefährt zu Wasser, die jüngeren machen den Weg zu Fuß an Land. Anfangs sind noch ein paar Frauen dabei, die aber irgendwann umkehren. Horsa beginnt zusammen mit einem anderen eine Überfahrt, weil er am Horizont etwas sieht, was er für Land hält und verheißungsvoll zu locken scheint. Der Gefährte kommt um und Horsa humpelt fortan, nachdem er kaum noch lebend wieder an Land gekommen war. Zunächst scheint seine Autorität geschwunden zu sein, aber bald hat er wieder das Sagen. Inzwischen sind einige der jüngeren bei Erkundungen in den Höhlengängen umgekommen. Horsa beginnt zu ahnen, dass es deshalb eines Tages Streit mit Maronna geben wird und er fürchtet sich davor, es ihr zu sagen. Die Männer und Jungen machen sich auf den Rückweg und experimentieren erfolgreich mit etwas, was in einer Explosion endet. Das probieren sie später auch am Cleft aus, mit der Folge, dass die Frauen sich gezwungen sehen, den Ort endgültig zu verlassen und mit den Männern zusammenzuleben.

## Aufbau
Das Werk beginnt mit drei Seiten, die dem Hauptteil vorangestellt sind. Die erste Seite ist etwa zur Hälfte mit Prosa gefüllt und es scheint die Autorin selbst zu sprechen, wenn es am Ende heißt: „Here is one of the tales about what might have happened when Clefts first gave birth to a baby boy.“ Eingangs war auf dieser ersten Seite des Werks Bezug genommen worden zu einem jüngeren wissenschaftlichen Artikel: „In a recent scientific article it was remarked that the basic and primal human stock was probably female and that males came along later, as a kind of cosmic afterthought.“
Auf der zweiten Seite steht ein Zitat von Robert Graves: „Man does, woman is.“
Die dritte Seite gibt das Ende des Dramas von James Elroy Flecker wieder, Hassan: The Story of Hassan of Baghdad and How He Came to Make the Golden Journey to Samarkand (1922). Darin machen sich Händler mit großen Plänen in einer Karawane nach Samarkand auf, „For lust of knowing what should not be known“.
Ein eigenes Titelblatt, auf dem The Cleft steht, zeigt den Beginn des Hauptteils an. Es gibt einen Vorspann von etwa 25 Seiten, von dessen Lektüre sensiblen Gemütern abgeraten wird: „People wishing to avoid offence to their sensibilities may start the story on p. 29.“ Auf diesen Seiten wird unter anderem beschrieben, wie den „Monstern“ ihre Geschlechtsteile abgeschnitten wurden. Dann folgt der längste Teil, The History, der bis zum Schluss des Werkes geht, ohne dass ein Abspann folgt.
Der Hauptteil setzt sich aus einer Vielzahl nicht nummerierter Abschnitte zusammen, die von zweierlei Art sind und sich abwechseln.
Hier und da finden sich kleine Adler-Silhouetten, die eine Höhe von zwei Zeilen haben. Sie kommen als Rahmung für Abschnitte vor, die in etwas kleinerer Schrift gesetzt sind. Schon der Eröffnungsabschnitt von The Cleft ist ein Beispiel. Er beginnt mit: „I saw this today.“ Abschnitte dieser Art enthalten überwiegend Anmerkungen des Erzählers, zum Beispiel: „[This historian is allowing Astre tears, though none was ever recorded in any document we have]“, „Some events this summer make me resume my comments“, „Once again I have to intervene“, „an old man talking“, „And that capacity certainly hasn't been lost! says your present historian.“
Handwerklicher Kommentar kann auch in Abschnitten von bis zu 20 Seiten Länge vorkommen, die nicht durch Adler-Icons gerahmt sind. So lautet zum Beispiel der Anfang von The History: „Complied from ancient verbal records, written down many ages after their collection.“ Ebenso können Abschnitte in kleinerer Schrift vorkommen, die nicht von Adler-Icons gerahmt sind. In diesen Fällen scheinen sie Teil der Passagen mit der anderen Schriftgröße zu sein und heben sich typografisch kaum ab.

## Aussagen der Autorin zum Werk
„Mein idealer Leser würde den Roman als Spielerei betrachten und sich der Geschlechter mit Humor annehmen“, wird Lessing anlässlich ihrer Lesung im Oktober 2007 in Hamburg zu Die Kluft zitiert. Sie habe schelmisch gelächelt, als sie sagte: „Die Kluft ist ein Versuch, in dem Männer einen schweren Stand haben und das Weite suchen, weil Frauen immer an ihnen herummeckern.“

## Rezeption
Die Kluft ist im deutschsprachigen Raum kontrovers rezipiert worden. Lessing beschreibe voller Humor eine Welt ohne Männer, „in der die Frauen dick und fett sind und nur faul in der Sonne liegen“, hieß es 2013 bei der Nachricht des Todes von Doris Lessing in manchen der Nachrufe, die auf der Basis einer dpa-Meldung verfasst worden sind. Lessing schildere geschlechtliche Identität als Natur und beziehe die sozialen Verhaltensmuster ihrer Gruppen auf diese vorgebliche Natur. „Die Frauen liegen faul auf den Klippen am Meer, die Männer leben ihren Eroberungsdrang aus, erkunden fremde Küsten, kehren ramponiert zu den Frauen zurück und erholen sich dank deren emotionaler Zuwendung,“ so Angela Krewani. Auf der Website des deutschen Verlags ist zu lesen, es sei ein Roman über die Ursprünge der Menschheit, in dem ein alternder römischer Senator die Geschichte der menschlichen Schöpfung aufschreibt und von einer Gesellschaft ohne Männer erzählt, die frei von Intrigen, Eifersucht und Rivalität ist – bis die ersten männlichen Kinder geboren werden.
Die Autorin arbeite „hemmungslos mit den stereotypen Klischees über männliche und weibliche Eigenschaften“, meint Elske Braul zu Die Kluft, in einem Radiobeitrag des NDR vor der Bekanntgabe des Nobelpreises. Es sei „eine ziemlich phantastische Geschichte“, eine „recht humoristische Abenteuergeschichte aus der Urzeit der Menschheit.“ Da müsse man die Klischees in Kauf nehmen. „Am Ende arrangieren sich die beiden Geschlechter miteinander und kommen halbwegs miteinander aus, so wie heute auch“, lautet aus der Sicht von Braul das Fazit des Werks.
Dies sei deftiger Lesestoff, bei dem es um einen konservativen römischen Senator im ersten Jahrhundert nach Christus und um dessen literarische und historische Ambitionen gehe, der ehrgeizig ist und etwas entschlüsseln will, ohne wissenschaftliche Beweise zu haben, schreibt Vivian Minnear Malkowsky in einem Beitrag von 2007. Viele unserer Zeitgenossen seien ebenso bereit, „Legenden, an die man glauben möchte, für echte Ergebnisse tradierten Wissens zu halten“. Auch eine Recherche zu den modernen Mythen unserer modernen Gesellschaft, den »urban legends«, würde „für den größten Humbug erstaunlich viele »wissenschaftliche Belege« zutage fördern.“ Malkowsky findet den Roman fesselnd, überaus unterhaltsam und ironisch-humorvoll. Jede der Szenen, in denen es um „das beschwerliche Zusammenleben von Mann und Frau“ geht, sei „ein kleiner Angriff auf ideologisch geprägte Vorurteile – sowohl des Feminismus wie des Machismo.“ Lessing glänze mit ihrer trockenen und humorvollen Art, in der man sich gern gefangen nehmen lasse von ihrer phantastische Szenerie und ihren krausen Einfällen, auf die jeder Leser wohl mit Verblüffung reagiere, etwa auf die „wundersame lunare Parthenogenese und die entfernt an den Romulus-Mythos erinnernde Aufzucht der Knaben.“ Die Skepsis der Leser werde genügend in Schranken gehalten, als „dass sie das Buch verärgert beiseite legen möchten“, so Malkowsky.
Den Roman zur Seite gelegt hat Burkhard Müller, verwirrt und enttäuscht von diesem dürftigen, hin- und herdriftenden Roman. Er kann sich nicht vorstellen, worauf die Autorin hinauswill. Am Anfang hat Müller eine These von weiblicher Überlegenheit gelesen und die gebe es am Schluss nicht mehr, weil die weiblichen Wesen zu selbstbezogen seien und die männlichen für Fortschritt sorgten. Die Autorin mache aus der Idee zu wenig, einen römischen Senator von dessen Versuch berichten zu lassen, die Menschwerdung auf Basis von schriftlichen Quellen, die mündlich Überliefertes wiedergeben, darzustellen. Der Roman wirke „fast geistesabwesend“, bedauert Müller.
In ihrem Nachruf auf Lessing schreibt Ulrike Baureithel im Tagesspiegel, dass Die Kluft kein literarisches Highlight mehr ist. Es erinnert sie „doch sehr an einstige Matriarchatsschwärmereien“, wenn „friedliche Frauengemeinschaften [...] durch das Auftauchen von Männern durcheinandergebracht werden“.
In Die Kluft werde mit mystisch anmutenden Mitteln gearbeitet, meint Hendrik Werner in Die Welt, denn hier werde eine friedliche Frauenkommune beschrieben, „in die erst durch eine Männerinvasion Probleme Einzug halten“. Das klingt für Werner nach „Engagement und Grobschematismus“, den „zwei bestimmenden Attributen“ der Autorin.
Angela Krewani geht in ihrem Beitrag von 2007 auch der Frage nach, wie dieses Werk „vor dem Hintergrund jahrzehntelanger Präsenz feministischer und gendertheoretischer Diskurse zu verstehen“ ist und meint, dass die Form Aufschluss gebe, da auf diese Weise eine parabelhafte Erzählung durch Komplexität bereichert wird. Das Thema des Romans werde aufgrund der gewählten Erzählperspektive zu einer „Überprüfung ursprünglicher Mythen und der Qualität kultureller Gedächtnisse. In diesem Sinne kennzeichnet der Roman die konstruierte Geschlechtszuschreibung als Funktion des historischen Zugriffs: Überliefert werden lediglich unvollkommene Fragmente, die im Vorgang der Geschichtsschreibung ihren definitorischen Stellenwert erhalten“, lautet das Fazit von Krewani.
Für den englischsprachigen Raum bemerkt Susan Watkins in ihrer Studie von 2010 zu Lessings Gesamtwerk, dass Ursula K. LeGuin in ihrer Rezension im The Guardian relativ typisch gewesen sei, weil man sich auf scheinbar essentialistische Geschlechterstereotype in dem Werk und auf frauenfeindliche Unterschiede zwischen den Geschlechtern konzentriert habe. Watkins schreibt, dass es Lessing in ihrer letzten Schaffensphase darum gegangen sei, die Rangfolge in Frage zu stellen, die es gebe bei der Wahl eines bestimmten Genres, wenn etwas erzählt werden soll. Lessing habe argumentiert, dass folgende Konvention revidiert werden müsse: Autobiografie sei Wahrheit, ein Roman Fiktion und ein Essay Meinung. Lessings Werk sei Beispiel für alle drei Formen. Eine bestimmte Facette des Spätwerks von Doris Lessing sei in den Rezensionen von The Cleft meist völlig außer Acht gelassen worden: dass Lessing hier über Erzählen und Erinnern von persönlicher und politischer Geschichte schreibt. In diesem Fall liegt der Fokus darauf, wie der Senator im Kontext des Römischen Imperiums einen Sinn sucht in der Menschheitsgeschichte und diese Geschichte erzählt, so Watkins.

## Weitere deutschsprachige Rezensionen
- Johannes Kaiser, Denkspiel über den Ursprung der Geschlechter, deutschlandradiokultur.de, 10. Oktober 2007
- Sabine Brandt, Doris Lessing: Die Kluft. Schock und Schande, es ist ein Junge!, faz.net, 11. Oktober 2007
- Gregor Dotzauer, Doris Lessing erhält Literatur-Nobelpreis. Die sanfte Linke, tagesspiegel.de, 12. Oktober 2007
- Petra Kohse, Doris Lessings „Kluft“. Hilfe, es ist ein Junge!, fr-online.de, 11. Dezember 2007
- Martin Stauder, Abschnitt zu Die Kluft, Roman, 2007, meine-leseecke.de
- David Signer, Doris Lessing. Die verrückte Alte, weltwoche.ch, 42/2007
- Andrea Heinz, Nobelpreisträgerin Doris Lessing gestorben, derstandard.at, 17. November 2013
- Arno Frank, Nachruf auf Doris Lessing: „Es wird mir gefallen, tot zu sein“, spiegel.de, 17. November 2013
- Bernadette Conrad, Zum Tod der Literaturnobelpreisträgerin Doris Lessing. Von einer Welt zur nächsten, nzz.ch, 17. November 2013

## Ausgaben
- Doris Lessing: The Cleft. 260 S. Fourth Estate, London 2007, ISBN 978-0-00-723343-4 (Hardcover).
- Doris Lessing: The Cleft. 260 S. Harper Perennial, London 2008, ISBN 978-0-00-723344-1 (Paperback).
- Doris Lessing: Die Kluft. Roman. Aus dem Englischen von Barbara Christ, 238 S., 2. Auflage, Hoffmann und Campe, Hamburg 2007, ISBN 978-3-455-40075-5 (Gebundene Ausgabe).
- Doris Lessing: Die Kluft. Roman. Aus dem Englischen von Barbara Christ, genehmigte Taschenbuchausgabe, 238 S., 1. Auflage, btb, München 2009, ISBN 978-3-442-73845-8 (Taschenbuchausgabe).
- Doris Lessing: Die Kluft. Roman. [Elektronische Ressource], übersetzt von Barbara Christ, Hoffmann und Campe, Hamburg 2013, ISBN 978-3-455-81212-1 (E-Book).